# Завод хімії хлору в Понтеведра
Завод хімії хлору в Понтеведра — колишній виробничий майданчик хімічного спрямування на північному заході Іспанії.
Проєкт реалізували через компанію Electroquímica del Noroeste (ELNOSA), створену за участі Compañía Nacional de Celulosa (в 1990-му після початку приватизації змінила назву на Grupo ENCE), що належала державній агенції Instituto Nacional de Industria. Compañía Nacional de Celulosa мала у Понтеведра целюлозний комбінат, що був споживачем частини хлора, виробленого ELNOSA. Також щонайменше станом на першу половину 1980-х 50 % акцій ELNOSA володів холдинг Rumasa (первісно приватний, проте в 1983-му націоналізований урядом).
Майданчик ELNOSA почав роботу в 1968-му і використовував електроліз для продукування хлору, каустичної соди та водню, крім того, випускали соляну кислоту та гіпохлорит натрію. Сировиною виступав хлорид натрію, який постачали з соляної копальні в Торрев'єха.
В одній з публікацій 1984 року зазначалось, що завод у Понтеведра має річну потужність у 25 тисяч тонн та випускає хлор, каустичну соду та гіпохлорит натрію. Згодом потужність майданчика по хлору довели до 33,5 тисяч тонн на рік (для цього було необхідно 47 тисяч тонн хлориду натрію).
В якийсь момент Grupo ENCE змінила технологію та узялась за виробництво целюлози, що не містила хлору. Як наслідок, володіння ELNOSA стало для неї нецікавим і в 2001-му 50 % акцій продали португальській CUF-Químicos Industriais (QUIMIGAL). У 2003-му QUIMIGAL придбала ще 50 % акцій ELNOSA.
З 2018-го QUIMIGAL змінила назву на Bondalti. Втім, остання недовго керувала майданчиком у Понтеведра і того ж 2018-го вирішила його закрити.